# Elijah Krahn
Elijah Akwasi Krahn (* 24. August 2003 in Hamburg) ist ein deutscher Fußballspieler. Der defensive Mittelfeldspieler spielt beim 1. FC Saarbrücken.

## Karriere

### Verein
Der in Hamburg geborene Krahn wechselte zur Saison 2015/16 vom Wandsbeker TSV Concordia in das Nachwuchsleistungszentrum des Hamburger SV. In der Saison 2018/19 wurde er mit den B2-Junioren (U16) Meister der zweitklassigen B-Junioren-Regionalliga Nord. Zudem kam der defensive Mittelfeldspieler parallel zwei Mal für die B1-Junioren (U17) in der B-Junioren-Bundesliga Nord/Nordost zum Einsatz. Zur Saison 2019/20 rückte Krahn schließlich fest zur U17 auf und absolvierte 18 von 21 möglichen Bundesligaspielen stets in der Startelf, ehe die Spielzeit ab März 2020 aufgrund der COVID-19-Pandemie nicht mehr fortgesetzt werden konnte. Zur Saison 2020/21 rückte Krahn zu den A-Junioren (U19) auf. Der 17-Jährige absolvierte alle 3 Ligaspiele in der A-Junioren-Bundesliga Nord/Nordost, ehe auch diese Spielzeit aufgrund der Corona-Pandemie ab November 2020 nicht fortgesetzt werden konnte.
Die Saison 2021/22, seine letzte Spielzeit bei den Junioren, begann Krahn unter Oliver Kirch in der U19. Zuvor hatte er die Vorbereitung zum Teil mit der zweiten Mannschaft absolviert und war in einigen Testspielen erstmals im Herrenbereich zum Einsatz gekommen. Ab der Länderspielpause im November 2021 durfte er unter dem Cheftrainer Tim Walter am Training der Profis teilnehmen. Im folgenden Testspiel gegen den dänischen Erstligisten FC Nordsjaelland kam Krahn über die volle Spielzeit zum Einsatz. Für seine Leistung lobte ihn Walter – neben seinem U19-Mannschaftskollegen Felix Paschke – explizit. Der 18-Jährige blieb auch nach der Länderspielpause im Profikader und stand Ende November 2021 erstmals in der 2. Bundesliga im Spieltagskader, wurde jedoch nicht eingewechselt. Nach einer weiteren Nominierung in den Spieltagskader folgte im Dezember 2021 für die zweite Mannschaft in der viertklassigen Regionalliga Nord sein erster Pflichtspieleinsatz im Herrenbereich. Im Januar 2022 absolvierte Krahn, der seinen Vertrag zuvor bis zum 30. Juni 2024 verlängert hatte, auch die Wintervorbereitung mit den Profis. Anfang Februar 2022 folgte schließlich sein Zweitligadebüt, als er bei einem 5:0-Auswärtssieg gegen den SV Darmstadt 98 in der Schlussphase eingewechselt wurde und den Treffer zum Endstand vorbereitete. Im weiteren Saisonverlauf stand Krahn nur noch zwei Mal ohne Einsatz im Spieltagskader. Gegen Saisonende warfen ihn ein Muskelfaserriss und eine Verletzung an der Syndesmose zurück. Für die U19 kam er als Mannschaftskapitän in 14 von 18 Bundesligaspielen zum Einsatz und erzielte ein Tor. Parallel dazu lief der Mittelfeldspieler noch zwei Mal für die zweite Mannschaft auf. Daneben machte der 18-Jährige sein Abitur.
Aufgrund seiner Syndesmose-Verletzung verpasste Krahn, der nach dem Ende seiner Juniorenzeit ab der Saison 2022/23 ausschließlich zum Profikader gehörte, den Auftakt der Sommervorbereitung 2022. Anfang August 2022 konnte er wieder in das Mannschaftstraining steigen, nachdem er die ersten beiden Spieltage und das Erstrundenspiel im DFB-Pokal verpasst hatte. Mitte August 2022 kam er für die zweite Mannschaft erstmals wieder in einem Pflichtspiel zum Einsatz. Bis zum Saisonende kam Krahn, der im Mai 2023 seinen Vertrag bis zum 30. Juni 2025 verlängerte, zu vier Zweitligaeinsätzen (einmal in der Startelf). Spielpraxis sammelte er zudem in der zweiten Mannschaft, für die er siebenmal in der Regionalliga Nord auflief. In der Saison 2023/24 folgten unter Walter und dessen Nachfolger Steffen Baumgart insgesamt drei Zweitligaeinsätze. Hinzu kommen 14 Regionalligaeinsätze (ein Tor). Im Mittelfeldzentrum war für ihn insbesondere an Jonas Meffert, Ludovit Reis und László Bénes kein Vorbeikommen.
Zur Saison 2024/25 wechselte Krahn zum Drittligisten 1. FC Saarbrücken.

### Nationalmannschaft
Krahn kam im März und Mai 2019 unter Christian Wück zu 3 Einsätzen in der deutschen U16-Nationalmannschaft. Im November 2019 folgten ebenfalls unter Wück 3 Einsätze für die U17.

## Erfolge
- Meister der B-Junioren-Regionalliga Nord: 2019